# Straßenbahn Malmö
Die Straßenbahn Malmö ist ein ehemaliges Straßenbahnnetz in der schwedischen Stadt Malmö, von dem noch zwei Kilometer als Museumslinie verblieben sind.

## Geschichte

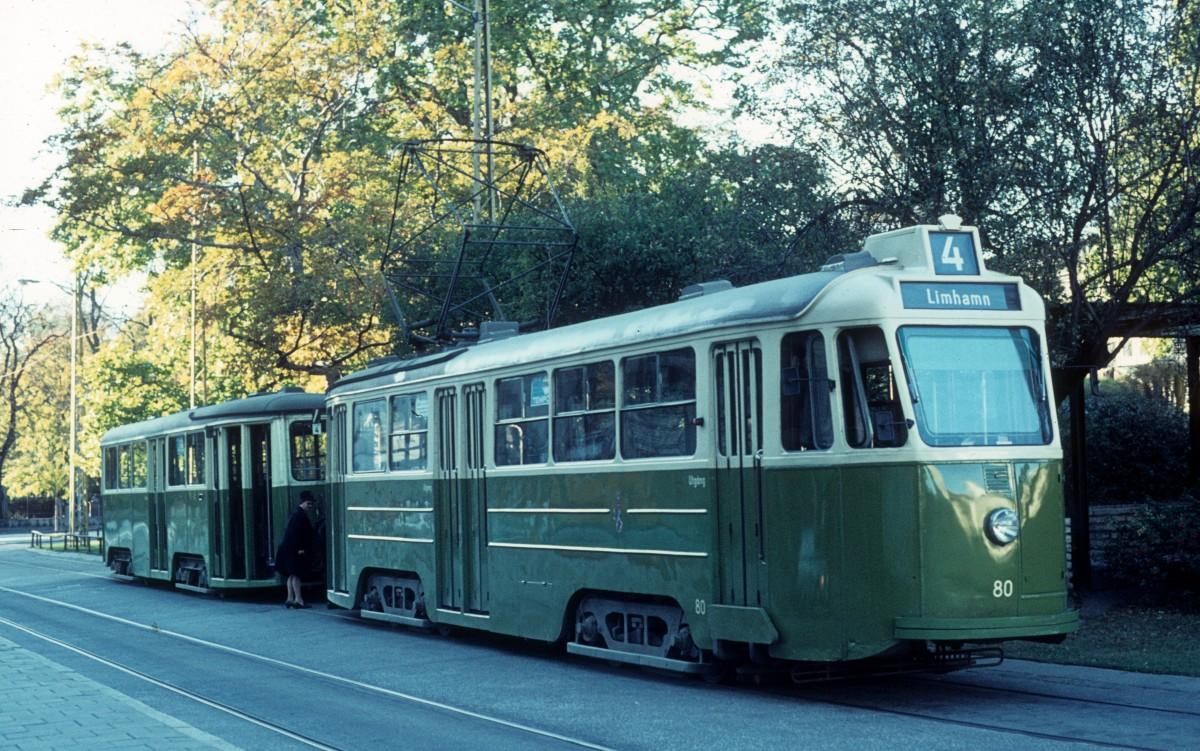
Großraumtrieb- und beiwagen nach der Umstellung auf Rechtsverkehr

Die Straßenbahn Malmö bestand von 1887 bis 1973. Sie wurde zunächst als Pferdebahn eröffnet und schließlich in den Jahren 1906/1907 elektrifiziert. Die letzte reguläre Linie wurde 1973 durch Busse ersetzt.
Die Straßenbahn Malmö fährt auf der Normalspur von 1435 Millimetern. Die Elektrifizierung begann 1905. Bis 1937 wurde der Trambetrieb weiter ausgebaut, ab 1929 fuhren zusätzlich erste Busse. 1936 wurde die erste Tramlinie durch Busse ersetzt. Durch den Übergang zum Rechtsverkehr am 3. September 1967 neigte sich der Trambetrieb dem Ende zu. Ursprünglich wurde die Tram mit zweiachsigen Motor- und Steuerwagen betrieben. Ab 1949 wurden die Fahrzeuge auf den verbleibenden Linien 1, 3, 4 durch neuere vierachsige Großraumwagen ersetzt.
Auf einer Länge von zwei Kilometern existiert noch eine Museumslinie, die an der Burg von Malmö (Malmöhus) beginnt und endet. Ein Ausbau der Bestandsstrecke zu einer Ringlinie und einem Abstecher zum Gustav-Adolfs-Torg ist als Vision2007 geplant.

## Museumsbetrieb
Im Jahr 2016 verkehrte die Museumslinie vom 28. Mai 2016 bis zum 2. Oktober 2016 jeweils am Samstag und Sonntag. Betriebsbeginn war um 12:00 Uhr. Danach wurde im 24-Minuten-Takt bis 16:24 Uhr gefahren. Der Fahrpreis betrug 20 SEK oder 3 EUR.

## Linien
- Linie 1 (rot) von 1907 bis 1967
- Linie 2 (blau) von 1907 bis 1940
- Linie 3 (weiß) von 1906 bis 1964
- Linie 4 (gelb) von 1907 bis 1973
- Linie 5 von 1915 bis 1928
- Linie 6 von 1916 bis 1919 und von 1924 bis 1949
- Linie 7 von 1918 bis 1949
- Linie 8 von 1928 bis 1930